# Francisco Tárrega
Francisco Tárrega (født 21. november 1852, død 15. december 1909) i Spanien) var en spansk komponist, musikpædagog og guitarist.
Han er blevet kaldt grundlæggeren af den moderne guitarteknik.
Han arbejdede sammen med guitarbyggeren A. Torres om udviklingen i den moderne skikkelse vi kender i dag.
Hans etuder, præludier og større originalkompositioner hører til guitarens standardrepertoire.
I sin musik har han kombineret traditionel spansk folkemusik med tidens romantiske stil. Især komponisten og pianisten Frédéric Chopin har haft stor indflydelse på hans musik. Denne indflydelse ses specielt i hans mazurkaer.
Udover at være en virtuos guitarist var Tárrega også en dygtig pianist. I starten af sin karriere spillede han ofte klaver i den ene halvdel af sine koncerter. Dette har sikkert inspireret ham til at transponere værker af bl.a. Chopin, Beethoven og J. S. Bach over til guitar.
Tárrega er blevet tillagt ophavet til "verdens mest hørte melodi" – (standardringetonen på Nokias mobiltelefoner); en lille frasering i Gran Vals.